# 本興寺 (尼崎市)
本興寺（ほんこうじ）は、兵庫県尼崎市にある法華宗本門流の大本山の寺院。山号はなし。本尊は本門八品上行所伝の南無妙法蓮華経。

## 歴史
応永27年（1420年）に日隆は尼崎で布教していた。その際、室町幕府管領で大物城（尼崎古城）主であったという細川満元の帰依を受け、夫人の懐妊及び男子誕生の祈願を依頼された。そして日隆が祈願を行うと無事に男子が誕生した。当寺はそのお礼として満元によって大物（現・尼崎市大物、東本町）に創建された。
また、「両山暦譜」によれば、細川満元が大物の若宮八幡宮の境内地を寄進して着工し、応永30年（1423年）に竣工したとも伝えられる。
享徳3年（1454年）に当寺境内に勧学院が創設された。勧学院は教育機関で現在・学校法人法華学園興隆学林専門学校となっている。法華宗本門流では本能寺が伝道の中心地であったのに対し、当寺は教学の中心地とされた。
三光堂拝殿は慶長2年（1597年）に豊臣秀吉と加藤清正により再建されたものである。
元和3年（1617年）に戸田氏鉄によって尼崎城が築城されると現在地に移転した。
文政5年（1822年）に本堂、祖師堂が焼失するが、本堂は文政10年（1827年）に、祖師堂は嘉永4年（1852年）に再建される。
1914年（大正3年）に勧学院は光長寺檀林を吸収合併し、本門法華宗学林と改称する。
1941年（昭和16年）に法華宗三派の合併によって本門法華宗学林は法華宗興隆学林と改称する。同年、学林教授ら6人が教義綱要の不敬罪で検挙（戦時宗教弾圧）されている。
太平洋戦争後に枚方市に移転したが、1973年（昭和48年）に旧地である当寺の東隣りに復帰し、1984年（昭和59年）に学校法人法華学園の認可を得て1985年（昭和60年）に興隆学林専門学校と称して今日に至る。
1995年（平成7年）1月17日の阪神・淡路大震災では方丈（重要文化財）が大きな被害を受け、後に半解体修理が行われている。
天下五剣の一つに数えられている名刀・数珠丸（重要文化財）を所蔵している。
現住は134世小西日遶貫首。

## 境内
- 本堂 - 文政10年（1827年）再建。

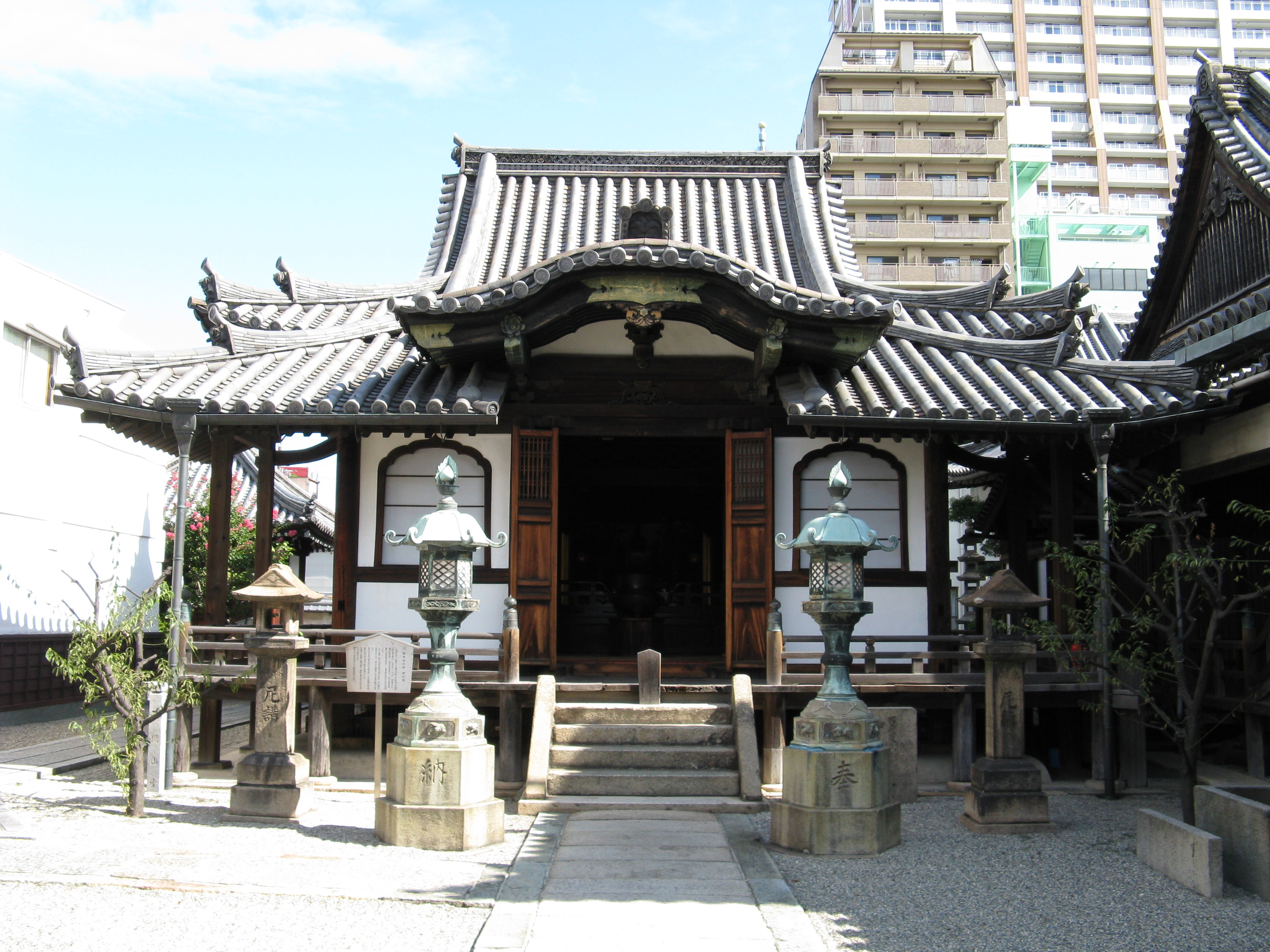
開山堂（重要文化財）

- 方丈（重要文化財） - 元和3年（1617年）に現在地に再建。曾我紹興や大岡春卜、鵬運斎（伝不詳）作の障壁画が残る[5]。
- 庫裏
- 三重塔
- 開山堂（重要文化財） - 文庫堂とも呼ばれる。文正元年（1466年）又は永正10年（1513年）に旧地で建立されたものであるが、永禄元年（1558年）に現在の形に改築されている。その後、元和3年（1617年）に大物から現在地に移築した。明暦2年（1656年）には前面に二間の外陣を追加し、天和3年（1683年）には後方に四間の内々陣及び後陣を増築している。そのため現在では複雑な構造になっている[2]。文明元年（1469年）作の木造日隆聖人坐像（重要文化財）を祀る。
- 祖師堂 - 嘉永4年（1852年）再建。日蓮聖人像を祀る。
- 鐘楼（兵庫県指定有形文化財） - 寛永10年（1633年）再建[6]。
- 御霊水井戸 - 応永27年（1420年）に日隆聖人により掘られ、以来水が枯れることがないという。
- 日隆聖人荼毘所塚
- 笠塔婆（尼崎市指定有形文化財）
- 三光堂（重要文化財） - 天正17年（1589年）から慶長14年（1609年）の間に建立され、元和3年（1617年）に大物から現在地に移築した。三間社流造銅板葺で三十番神、鬼子母神、三光天子（日天・月天・明星天）などが祀られている。当寺の鎮守社である[7]。
- 三光堂拝殿 - 慶長2年（1597年）に豊臣秀吉と加藤清正により再建。法華経信徒守護神を祀る。
- 三光堂向唐門（尼崎市指定有形文化財） - 一間一戸向唐門で江戸時代前期の建立。
- 山門

### 塔頭
- 一乗院
- 恵運院
- 尭運院 - 鬼子母神を祀る。
- 本教院
- 本成院
- 養寿院

## 文化財

### 重要文化財
- 開山堂 附：棟札 2枚
- 三光堂
- 方丈 附：棟札 2枚
- 木造日隆聖人坐像 - 頭部には和紙に包まれた歯及び人間の頭部の骨片が納められている。紙には「おこつ」と記されており、日隆聖人入寂後に像内に納められたと考えられている[8]。
- 太刀 銘恒次（数珠丸恒次、じゅずまるつねつぐ） - 天下五剣の一つ。日蓮聖人が甲斐国身延山へ入山した時、護身用として信者から贈られたもの。これに数珠を掛けて杖としていたところから「数珠丸」とも呼ばれるようになった。日蓮聖人の守り刀である。それ以来身延山久遠寺に秘蔵されていたが、一時山外に流出して所在が不明になってしまった。しかし、1919年（大正8年）頃に尼崎市在住の刀剣鑑定家杉原祥造により発見され、本興寺に寄進されたと伝えられている[9]。

### 兵庫県指定有形文化財
- 鐘楼

### 尼崎市指定有形文化財
- 三光堂向唐門
- 笠塔婆
- 海北友松筆押絵貼屏風
- 本興寺文書 49点
- 流水文銅鐸

## 所在地
- 兵庫県尼崎市開明町3丁目13

## アクセス
- 阪神電車本線・阪神なんば線 尼崎駅より徒歩約5分。